# 邦穆兰
邦穆兰（法語：Bonsmoulins，法語發音：[bɔ̃mulɛ̃] ⓘ）是法国奥恩省的一个市镇，属于莫尔塔涅欧佩什区。

## 地理
邦穆兰（48°39'1"N, 0°32'9"E）面积7.57 平方千米，位于法国诺曼底大区奧恩省，该省份为法国西北部内陆省份，北起顺时针与卡爾瓦多斯省、厄尔省、厄尔-卢瓦省、萨尔特省、马耶讷省和芒什省接壤。
与邦穆兰接壤的市镇（或旧市镇、城区）包括：拉费里耶尔-欧杜瓦延、博讷富瓦、莱热内特、圣阿基兰-德科尔比永、索利尼拉特拉普。

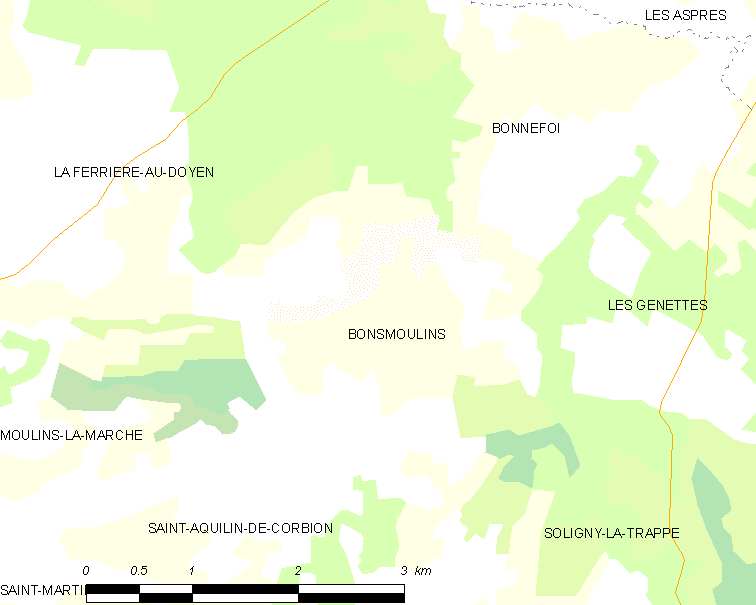
邦穆兰的OSM定位图

邦穆兰的时区为UTC+01:00、UTC+02:00（夏令时）。

## 行政
邦穆兰的邮政编码为61380，INSEE市镇编码为61053。

## 政治
邦穆兰所属的省级选区为图鲁夫尔欧佩什县。

## 人口

1962-2008年间邦穆兰人口变化图示

邦穆兰于2022年1月1日时的人口数量为232人。